# Stade Pino-Zaccheria
Le stade Pino-Zaccheria est un stade de football situé à Foggia en italie. Il a une capacité de 25 085 places.
Il porte le nom de Pino Zaccheria (it), un sous-lieutenant et basketteur de Foggia qui perdit la vie en 1941 en combattant sur le front grec à Tirana[réf. nécessaire].
C'est un stade de troisième catégorie selon les normes UEFA, construit en 1925 comme Stadio del Littorio[réf. nécessaire].
Il accueille le Calcio Foggia 1920 depuis 2012.